# Reichskommissariat Belgien und Nordfrankreich

Das Gebiet des Reichskomissariat Belgien und Nordfrankreich (in rot dargestellt).

Das Reichskommissariat Belgien und Nordfrankreich (formal als Reichskommissariat für die besetzten Gebiete Belgiens und Nordfrankreichs bezeichnet) war eine Verwaltungseinheit der deutschen Zivilverwaltung im vom Deutschen Reich besetzten Belgien und Nordfrankreich während des Zweiten Weltkriegs. Das Reichskommissariat ersetzte eine frühere Militärregierung, die Militärverwaltung in Belgien und Nordfrankreich, die in demselben Gebiet im Jahre 1940 gegründet worden war. Am 18. Juli 1944 wurde der erste Gauleiter Josef Grohé zum Reichskommissar des Territoriums ernannt.
Im Rahmen der Operation Overlord wurde das Gebiet von den Alliierten im September 1944 erobert, sodass seine Existenz sehr kurzlebig war, und nachträglich direkt an Deutschland angeschlossen (wenn auch nicht mehr unter deutscher De-facto-Kontrolle stehend). Hierzu wurde am 8. Dezember 1944 der Reichsgau Wallonien und am 15. Dezember der Reichsgau Flandern errichtet. Brüssel wurde separat als Distrikt Brüssel verwaltet.